# Mihanovići (ruralna cjelina)
Ruralna cjelina Mihanovići (Mijanovići), ruralna cjelina zaseoka Mijanovićâ (Mihanovićâ), dio današnjeg mjesta Žrnovnice.

## Povijest
Oblikovalo se je u 18. i 19. stoljeću. Mihanovići su smješteni pod liticama Mosora, na granici Splita i nekadašnje Poljičke republike. Kroz zaseok prolazi kamenom popločeni put ispod i iznad kojeg su kuće. Središnje okupljalište je na proširenju između kuća, uz zajednički tijesak za grožđe i masline. Najstarije kuće građene su u suho od većih kamenih segmenata. Novije su katnice, građene od kamena ujednačene veličine, dvostrešnih drvenih krovišta pokrivenih kamenom pločom. Prozori su uokvireni kamenim pragovima, nadvratnici su izvedeni od kamenih pragova,a dovratnici su zidani. Uz kuće su dimne kužine i pojate zidane priklesanim kamenom. Svako domaćinstvo imalo je gnojik i svinjac koji su se nalazili dalje od stambenih kuća.

## Zaštita
Pod oznakom Z-2593 zavedena je kao nepokretno kulturno dobro - kulturno-povijesna cjelina, pravna statusa zaštićena kulturnog dobra, klasificirano kao "kulturno-povijesna cjelina".